# Orphnus costatus
Orphnus costatus är en skalbaggsart som beskrevs av Rudolph Petrovitz 1971. Orphnus costatus ingår i släktet Orphnus och familjen Orphnidae. Inga underarter finns listade i Catalogue of Life.